# Eidoloscope

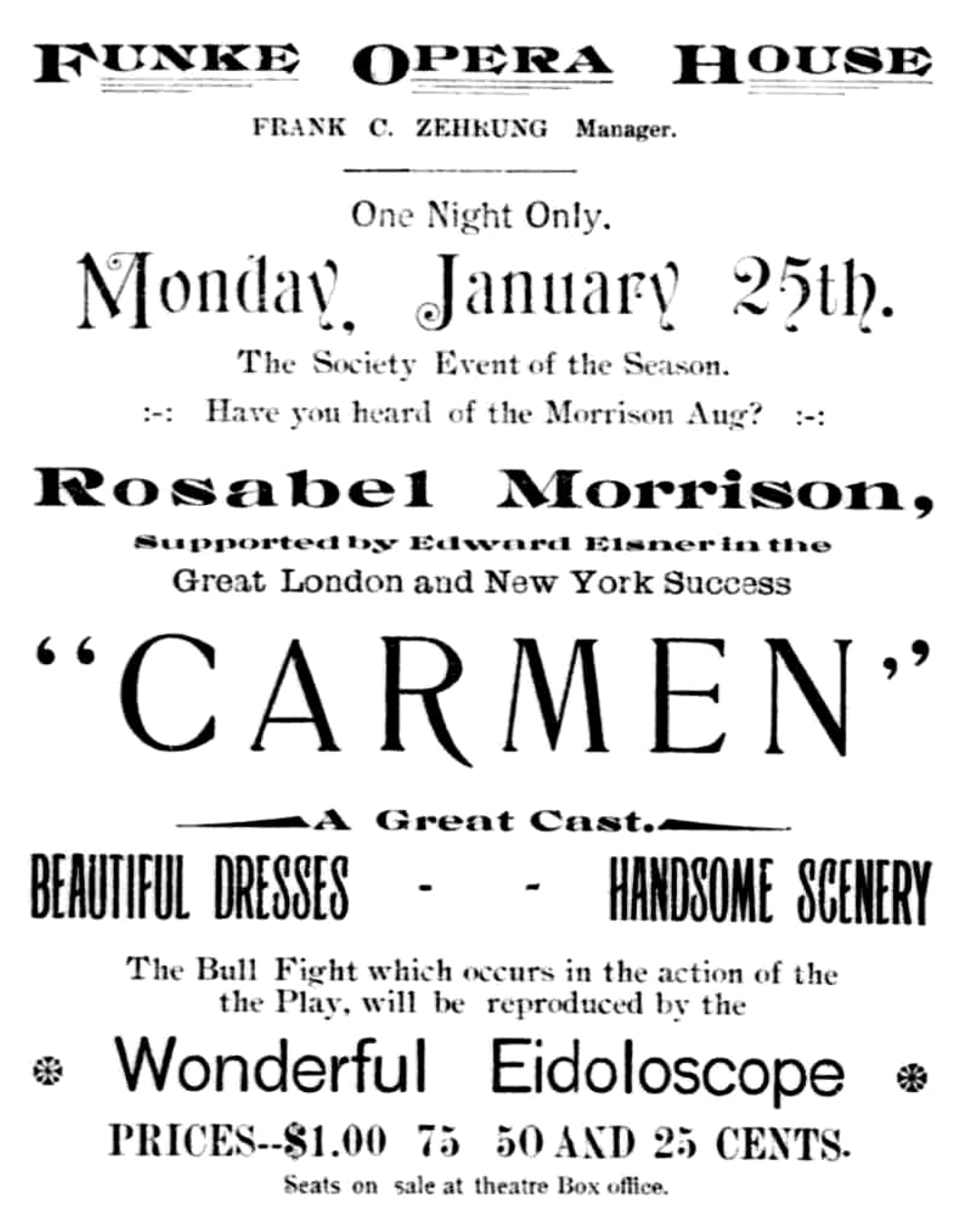
Publicité d'un journal pour la représentation de Carmen dirigée par Rosabel Morrison, le 25 Janvier 1897 mentionnant une scène de la pièce projetée par l'Eidoloscope

L'Eidoloscope fut l'un des premiers systèmes cinématographiques, créé par Woodville Latham et ses deux fils, pour enrichir leur entreprise, la Lambda Company, à New York, en 1894.  

## Histoire
Initialement nommé Panoptikon, il fut peut-être le premier format de film en widescreen, 1.85:1.
L'appareil est mis au point en décembre 1894 et c'est avec lui qu'est réalisé la première projection de film sur le sol américain, le 21 avril 1895 ou 22 avril 1895 selon les sources. La première projection publique payante a lieu le 20 mai 1895 à New York (à Broadway), mettant en scène un combat de boxe entre Young Griffo et Charles Barnett. Les frères Latham ont ensuite continué les projections payantes à New-York puis dans plusieurs villes américaines dont Chicago en août 1895.